# Jasper Beardley
Jasper Beardley est un personnage de la série Les Simpson, apparaissant pour la première fois dans l'épisode Un atome de bon sens.C'est un retraité de 90 ans ou plus (La Grande Vie), le meilleur ami d'Abraham Simpson et son colocataire à la maison de retraite. Il porte une longue barbe blanche, parle très lentement (avec une voix grave en version originale) et marche couramment avec une cane. L'épisode Qui a tiré sur M. Burns ? nous apprend qu'il a une jambe gauche prosthétique (alors qu'elle n'apparaissait pas dans des épisodes plus anciens, comme Un tramway nommé Marge, où il est capable de la plier lors de son audition, Scout un jour, scout toujours, où on le voit nu dans une baignoire, ou encore Il faut Bart le fer tant qu'il est chaud où on le voit portant des sandales nu-pied) et l'épisode La Marge et le Prisonnier qu'il est diabétique.
Selon certains épisodes, c'est un vétéran de la Seconde Guerre mondiale; dans Apu puni on le voit en uniforme avec d'autres vétérans, et dans Le Vrai Faux Héros il est vu en train de défiler en uniforme portant un écusson ressemblant à celui de la 2e division d'infanterie. Cependant selon l'épisode Les Experts ami-ami il a tenté d'échapper à l'armée en se faisant passer pour une femme (tout en gardant sa barbe) avec son camarade Abe, et a ainsi participé à la ligue de baseball féminine avant d'être découvert lors d'un match. 
Dans l'épisode La Malédiction des Simpson, Jasper tente de se cryogéniser afin de vivre dans le futur, en s'enfermant dans un des congélateurs du Mini-marché d'Apu. Lorsque ce dernier le découvre, il décide, sur les conseils du docteur Nick Riviera, de le laisser dans le congélateur, et commença à en faire une attraction lorsque jasper devint populaire. Il fut accidentellement décongelé dans ce qu'il croyait être le futur, alors qu'Apu envisageait de le vendre au riche texan.
Dans l'épisode Il faut Bart le fer tant qu'il est chaud, il est le professeur remplaçant de Mademoiselle Hoover, l'institutrice de Lisa, où il ne fait que menacer les élèves d'une fessée, et finit par se coincer la barbe dans un taille-crayon.
Il aurait été le prédécesseur du Révérend Timothy Lovejoy (scènes coupées de l'épisode Je crois en Marge ) 
Il est doublé par Harry Shearer en version originale et par Michel Modo en version française (de la saison 1 à 19), puis par Gérard Rinaldi (saison 20 à 22) et enfin par Xavier Fagnon (saison 23).